# Bloodline (websérie)
Bloodline foi uma websérie lançada na Netflix em 20 de março de 2015. A primeira temporada de Bloodline recebeu críticas geralmente favoráveis. Principalmente as atuações de Kyle Chandler e Ben Mendelsohn, que foram indicados ao Emmy pelos seus papéis na série. O roteiro, a fotografia e a trilha sonora também foram elogiadas. Em 31 de março de 2015 Bloodline foi renovada para uma segunda temporada, lançada em 2016. Em 2016, a terceira temporada foi anunciada como a última.

## Sinopse
Bloodline retrata a história dos Rayburn, uma família trabalhadora e renomada em sua comunidade na Flórida. Porém, quando o  filho mais velho Danny (Ben Mendelsohn), a "ovelha negra da família", retorna para a celebração de 45 anos do hotel da família, ameaça expor segredos sombrios do passado da família, levando seus irmãos ao limite da lealdade familiar.

## Elenco
- Ben Mendelsohn como Danny Rayburn, o filho mais velho e ovelha negra da família
- Kyle Chandler como John Rayburn, o segundo filho; um detetive local
- Linda Cardellini como Meg Rayburn, a filha advogada e defensora da paz
- Norbert Leo Butz como Kevin Rayburn, o filho mais novo; ele renova barcos em Indian Key Channel Marina
- Sam Shepard como Robert Rayburn, o patriarca
- Sissy Spacek como Sally Rayburn, a matriarca
- Jacinda Barrett como Diana Rayburn, a esposa de John;
- Jamie McShane como Eric O'Bannon, amigo de Danny
- Enrique Murciano como Marco Diaz, o noivo de Meg e detetive parceiro de John
- Chloë Sevigny como Chelsea "Cece" O'Bannon, irmã de Eric e amiga de Danny.